# Johann Baptist von Hirscher

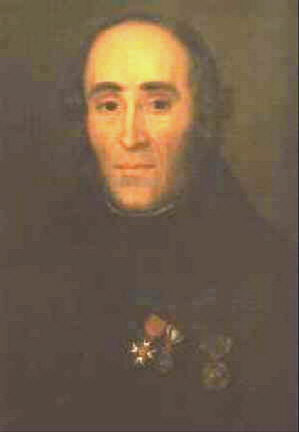
Johann Baptist von Hirscher

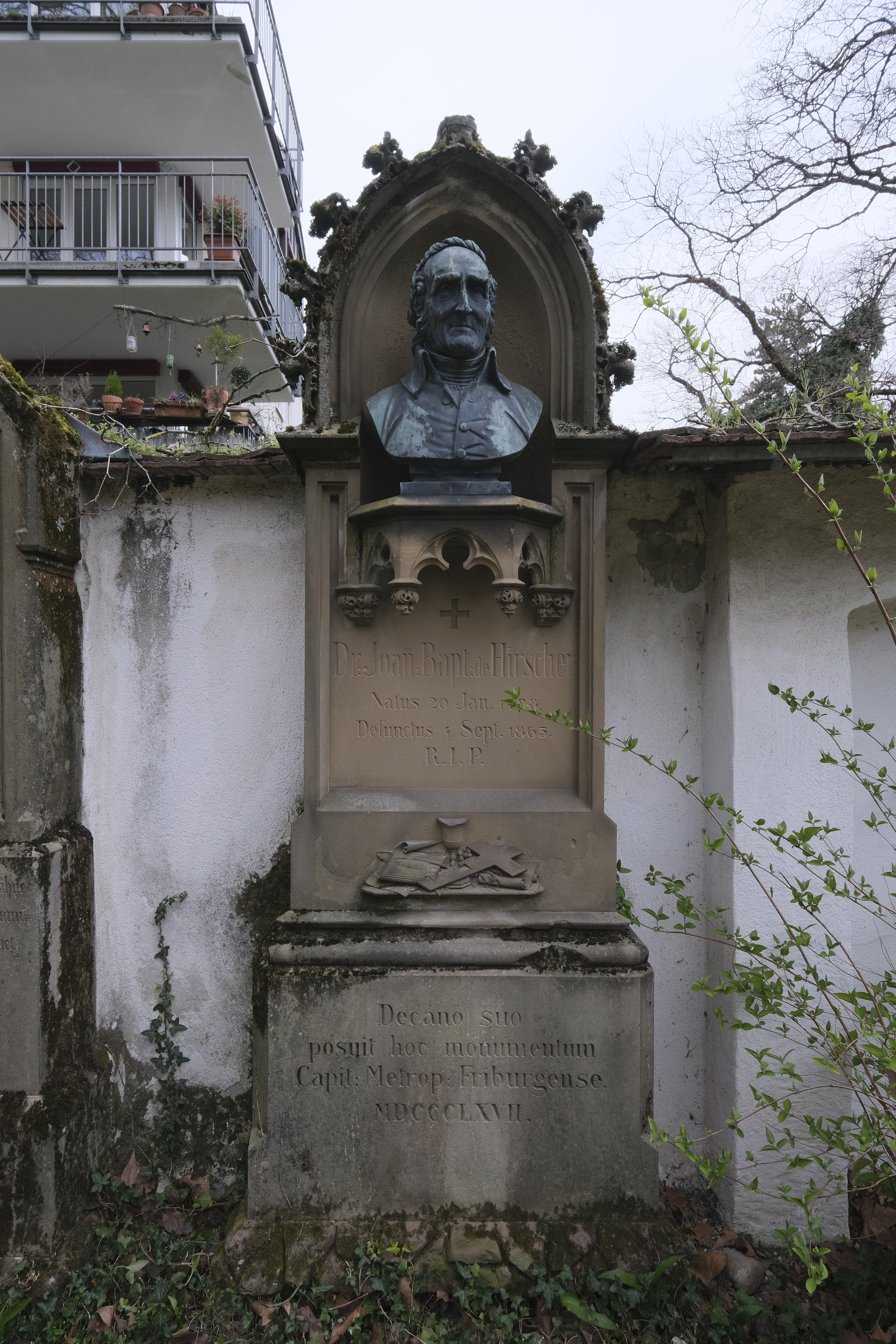
Grabstein auf dem Alten Friedhof in Freiburg im Breisgau

Johann Baptist (seit 1835: von) Hirscher (* 20. Januar 1788 in Alt-Ergarten, Bodnegg; † 4. September 1865 in Freiburg im Breisgau) war ein deutscher römisch-katholischer Moraltheologe und Pastoraltheologe. Der reformorientierte und zugleich konservative Hirscher ist ein Hauptvertreter der katholischen Tübinger Schule und gilt als Begründer der Katechetik als wissenschaftlicher Disziplin. Im Mittelpunkt seiner Katechetik steht die Reich-Gottes-Idee.

## Leben
Der Bodnegger Bauernsohn Johann Baptist Hirscher besuchte zunächst die Klosterschule im nahen Kloster Weißenau (zu dem seine Heimatpfarrei Bodnegg gehörte). Nach der Aufhebung des Klosters mit dem Reichsdeputationshauptschluss 1803 wechselte er an das Gymnasium in der Bischofsstadt Konstanz, bevor er 1807 an der Universität Freiburg Katholische Theologie studierte. Von 1809 bis 1810 beendete er seine Ausbildung am Priesterseminar in Meersburg. Hirscher wurde 1810 zum Priester geweiht und war zwei Jahre lang Kurat in Röhlingen (heute zu Ellwangen). 1812 wurde er Repetent am Priesterseminar in Ellwangen.
Als Lyzealprofessor war er 1816 noch in Ellwangen, 1817 in Rottweil tätig. Im Herbst 1817 wurde Hirscher auf einen Lehrstuhl für Moral- und Pastoraltheologie der Universität Tübingen berufen, den er 20 Jahre lang innehatte. 1820 wurde ihm dort der Ehrendoktortitel verliehen. 1835 erhielt er das Ritterkreuz des Ordens der Württembergischen Krone, womit der persönliche Adelstitel verbunden war.
1837 wurde Hirscher Professor für Moraltheologie und Katechese an der Universität Freiburg. Von dort übte er 25 Jahre lang großen Einfluss auf die Theologie seiner Zeit aus. 1839 wurde er dort Domkapitular, 1850 Dekan des Domkapitels. Als Vertreter der Universität wurde er 1850 in die Erste Kammer des Großherzogtums Baden entsandt. Dieser Kammer gehörte er bereits von 1847 bis 1849 und nochmals von 1861 bis 1862 als vom Großherzog ernanntes Mitglied an. 1863 zog er sich aus Altersgründen von der Lehre zurück, zwei Jahre später starb er in Freiburg und wurde auf dem Alten Friedhof begraben. Sein Grabmal schuf der Freiburger Bildhauer Josef Alois Knittel.
Um 1846 nahm er den Neffen seiner Haushälterin Marie Luz (Lutz), Sebastian Luz, in sein Haus auf und ermöglichte ihm Gymnasialbesuch, Kunststudium und förderte ihn spirituell wie finanziell bis zu seinem Tod.

## Werk
Hirschers Theologie ist von seinem Gönner Ignaz Heinrich von Wessenberg und von Johann Michael Sailer beeinflusst. Neben Johann Sebastian von Drey, Johannes Evangelist von Kuhn, Franz Anton Staudenmaier und Johann Adam Möhler war er ein Hauptvertreter der Tübinger Schule. Hirscher und seine Kollegen begründeten 1819 die Theologische Quartalschrift. Hirschers katechetische Schriften für Laien waren weit verbreitet und übten auf die katholische Frömmigkeit seiner Zeit großen Einfluss aus.
Hirscher sprach sich strikt gegen liberale Einflüsse im katholischen Schulwesen und für die konfessionell getrennten Schulen aus. Allerdings ist er auf dem Gebiet des Religionsunterrichtes für Reformansätze (u. a. Herausgabe eines Katechismus) verantwortlich. Hirscher war – damals revolutionär – gegen das Auswendiglernen, er zielte auf ein verstehendes Lernen und wollte das Lebensumfeld der Schüler in den Unterricht einbeziehen. Seine Gegner aus dem „Zweiten Mainzer Kreis“ plädierten für ein präzises Auswendiglernen des Katechismus (etwa des in Mainz benutzten Katechismus von Joseph Deharbe), durch das die Schüler das Glaubensgut wortgetreu verinnerlichen sollten. Durch seinen Ansatz kann Hirscher als der Vater des modernen korrelativen Religionsunterrichts bezeichnet werden.
Zu seinen weitgehenden Reformvorschlägen für eine Modernisierung der Kirche gehörten andererseits die Einbeziehung von Laien bei Synoden und Abhaltung von Messen in der Volkssprache (zwei Forderungen, die das Zweite Vatikanische Konzil von 1962 bis 1965 schließlich einlöste) sowie die Laisierung des Klerus und die Abschaffung des Zölibats. Seine Reformforderungen brachten ihn in Gegensatz zur katholischen Lehrmeinung seiner Zeit, und zwei seiner Bücher wurden in den Index verbotener Bücher aufgenommen.
Die Kinderarbeit und andere Auswüchse der industriellen Revolution verurteilte Hirscher scharf in seiner Schrift Die socialen Zustände der Gegenwart und die Kirche von 1849. Die Probleme von Waisen und verwahrlosten Kindern beschrieb er in seiner Streitschrift Die Sorge für sittlich verwahrloste Kinder. Er forderte eine straffe Organisation der „Rettungsarbeit“ für diese Kinder unter Leitung der Bischöfe. Vom Freiburger Erzbischof Hermann von Vicari erhielt er daraufhin den Auftrag, „Erziehungshäuser“ zu gründen (etwa das Kinder- und Jugendheim St. Kilian in Walldürn). Hirscher warb für diesen Zweck viele Spenden ein und stiftete auch selbst großzügig; dafür veräußerte er auch Teile seiner über die Jahre zusammengetragenen bemerkenswerten Kunstsammlung.
In seinem Katechismus der christkatholischen Religion (1842) findet sich als „Anhang“ zum „Vierten Hauptstück“ ein Abschnitt „Von dem Verhalten der Gotteskinder gegen die Thiere“ (S. 161f.), eine frühe katholische Reaktion auf die Gründung des ersten Tierschutzvereins Deutschlands durch den evangelischen Liederdichter und Pfarrer Albert Knapp, angestoßen von der Schrift Bitte der armen Thiere (1822) des evangelischen Pfarrers Christian Adam Dann.
Von 1839 bis 1849 war er zusammen mit den Freiburger theologischen Professoren Johann Leonhard Hug, Franz Anton Staudenmaier, Alois Vogel, Adalbert Maier, Peter Schleyer sowie Franz Xaver Werk Herausgeber der Zeitschrift für Theologie (ZTh). Verlagshaus war die Wagnersche Buchhandlung in Freiburg im Breisgau und gab die vierteljährliche Zeitschrift für Theologie von der Erstausgabe 1839 bis zur Einstellung 1849 heraus.

## Hirscher als Kunstsammler

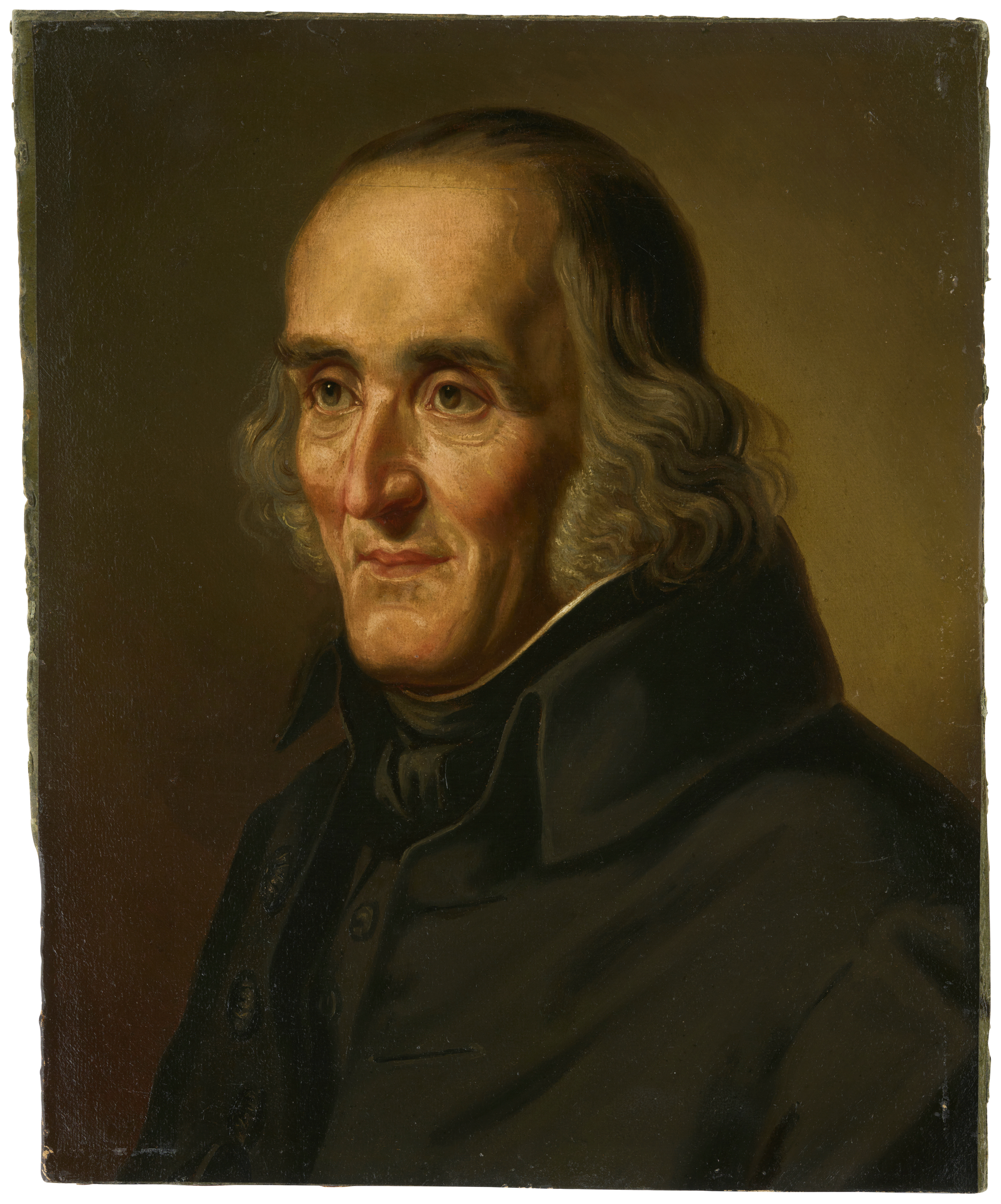
Johann Baptist von Hirscher, gemalt von seinem Protegé Sebastian Luz zum 70. Geburtstag am 22. Januar 1858

Angeregt durch einen Besuch der Galerie des Fürsten Ludwig zu Oettingen-Wallerstein im Jahr 1816 begann Hirscher mittelalterliche Kunst zu sammeln. Engelbert Krebs nannte ihn den „Boisserée Süddeutschlands.“ mit Bezug auf die Gebrüder Sulpiz und Melchior Boisserée.
Hirscher hat zu Themen der Kunst nicht maßgeblich veröffentlicht, aber er war eng vernetzt mit seinem Lehrer Ignaz Heinrich von Wessenberg. Seinen Schüler im theologischen Bereich Georg Martin Dursch inspirierte er selbst zum Sammeln. Auf ihn gehen einerseits die Sammlung Dursch, eine einzigartige, homogene Sammlung mittelalterlicher Skulpturen Schwabens und andererseits mit seiner Gemäldesammlung, der Grundstock des Diözesanmuseum Rottenburg zurück. Dem künstlerisch begabten Neffen seiner Haushälterin Sebastian Luz ermöglichte er ein Stipendium an der Stuttgarter Kunstakademie und blieb mit ihm in ständigem beratendem brieflichen Austausch. Seine Sammlung wurde von Kunstkennern seiner Zeit rege besucht und wurde in kunsthistorische Schriften, zum Beispiel von Carl Grüneisen, oder Gustav Friedrich Waagen erwähnt.
Seine Sammlung umfasste Werke von Bartholomäus Zeitblom, Bernhard Strigel,
Lucas Cranach der Ältere und seiner Werkstatt, Hans Burgkmair, Hans Schäufelin, Hans Strüb und dem Meister von Meßkirch. Die Ravensburger Madonna in der Berliner Skulpturensammlung, wurde lange Zeit als „Hirschersche Madonna“ bezeichnet.
Seine Sammlung lässt sich hauptsächlich durch seine Verkaufsangebote und tatsächliche Veräußerungen rekonstruieren. Bereits drei Jahre nach Beginn seiner Sammeltätigkeit unterbreitete er 1821 ein Kaufangebot an Ludwig zu Oettingen-Wallerstein. Hirscher war beruflich von Ellwangen nach Tübingen gewechselt und hatte Schwierigkeiten, seine bereits auf 50 Gemälde angewachsene Sammlung adäquat unterzubringen. Oettingen-Wallerstein, der sich zu diesem Zeitpunkt mit seiner Sammlung bereits finanziell übernommen hatte, musste ablehnen.
Er unterbreite diesem bereits 1821 ein Kaufangebot, was aber von nicht angenommen wurde.
1834 verkaufte Hirscher 61 Tafelgemälde an den Stuttgarter Obertribunalprokurator Carl Gustav Abel (1798–1875). Der Weiterverkauf dieser Sammlung im Jahr 1859 an den Württembergischen König bildeten den Grundstock der Staatlichen Gemäldesammlung. Weitere größere Verkäufe erfolgten an die Berliner Gemäldegalerie im Jahr 1850 und an die Gemäldesammlung des Badischen Großherzogtums in Karlsruhe im Jahr 1858. Kurz vor seinem Tod verkaufte er 1865 weitere Kunstwerke an Württemberg.
Die 250 Gemälde und Schnitzwerke, die sich aus den Unterlagen über die Verkäufe rekonstruieren lassen, stellen eines der geschlossensten Ensembles spätmittelalterlicher Kunst dar, die ein Privatsammler in Süddeutschland jemals zusammengetragen hat.

## Postume Ehrungen
Nach Hirscher ist das Bildungszentrum seines Heimatortes Bodnegg und das Johann-Baptist-Hirscher-Haus der Diözese Rottenburg-Stuttgart in Rottenburg am Neckar benannt.

## Schriften
(Auswahl)

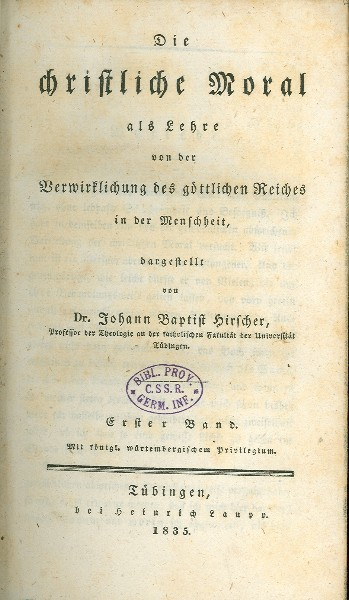
Die christliche Moral, 1835

- Die katholische Lehre vom Ablasse, pragmatisch dargestellt. Tübingen 1826, 5. Aufl. 1844 (DjVu-Format)
- Betrachtungen über sämmtliche Evangelien der Fasten mit Einschluß der Leidensgeschichte. Für Homileten und Bibel-Leser; Zugleich als Beitrag zur praktischen Schrift-Erklärung. Tübingen 1829
- Katechetik, oder: der Beruf des Seelsorgers die ihm anvertraute Jugend im Christenthum zu unterrichten und zu erziehen nach seinem ganzen Umfang dargestellt. Tübingen 1831
- Die christliche Moral als Lehre von der Verwirklichung des göttlichen Reiches in der Menschheit. 3 Bände, 1835–1836 (GoogleBooks-Digitalisate; 1. Aufl.: Bd. 1, Bd. 2, Bd. 3; 5. Aufl. 1851: Bd. 1, Bd. 2, Bd. 3)
- Betrachtungen über die sonntäglichen Evangelien des Kirchenjahrs, 2 Teile. Tübingen 1837–1843
- Die Geschichte Jesu Christi, des Sohnes Gottes und Weltheilandes. Tübingen 1839
- Katechismus der christkatholischen Religion. Hechingen, Carlsruhe und Freiburg 1842
- Die katholische Lehre vom Ablasse mit besonderer Rücksicht auf ihre praktische Bedeutung. Laupp [u. a.], Tübingen 1844 (Digitalisat)
- Der kleinere Katechismus der christkatholischen Religion. Freiburg 1845
- Erörterungen über die großen religiösen Fragen der Gegenwart. 3 Bände, 1846/1847/1855 (GoogleBooks Bd. 1/2)
- Die Nothwendigkeit einer lebendigen Pflege des positiven Christenthums in allen Klassen der Gesellschaft. Den deutschen Regierungen, zunächst dem deutschen Parlamente zur Würdigung vorgelegt. Tübingen 1848
- Die socialen Zustände der Gegenwart und die Kirche. Tübingen 1849 (GoogleBooks)
- Die kirchlichen Zustände der Gegenwart. Tübingen 1849 (GoogleBooks)
- Beiträge zur Homiletik und Katechetik. Tübingen 1852
- Das Leben der seligsten Jungfrau und Gottesmutter Maria. Freiburg 1853
- Zur Orientirung über den derzeitigen Kirchenstreit, Freiburg 1854
- Hauptstücke des christkatholischen Glaubens. Für Schule und Haus. Tübingen 1857
- Betrachtungen über sämmtliche sonntägliche Episteln des Kirchenjahres, 2 Bände. Freiburg 1860
- Selbsttäuschungen. Aufgezeichnet und zur Beförderung der Selbsterkenntniss an’s Licht gestellt. Freiburg 1865